# Franz Taut
Franz Otto Karl Paul Jacob Freiherr von Tautphoeus (* 6. Mai 1908 in München; † 14. März 1985 in Bad Tölz) war ein deutscher Schriftsteller.

## Leben
Franz Taut entstammte einer Adelsfamilie, sein Vater war der Offizier Otto Max Joseph Fritz Jacob Freiherr von Tautphoeus, seine Mutter Rita geborene Freiin von Gersonn zu Ghersburg. Franz Taut wuchs in München auf. Nach Abschluss des Gymnasiums trat er in die Reichswehr ein, aus der er 1928 ausschied. Anschließend ging er nach Südamerika. Die folgenden Jahre verbrachte er in Venezuela, Kolumbien und auf den Westindischen Inseln, wo er als Aufseher in landwirtschaftlichen Betrieben tätig war. Nach 1933 kehrte er nach Deutschland zurück und arbeitete als Journalist für Zeitungen wie das Berliner Tageblatt und den Berliner Lokal-Anzeiger. Seit 1935 veröffentlichte er daneben erfolgreiche Abenteuerromane, in denen er seine Erfahrungen in Lateinamerika verarbeitete. 
Im August 1939 wurde Franz Taut zur Wehrmacht eingezogen, der er als Offizier und Kriegsberichterstatter angehörte. Taut nahm am gesamten Russlandfeldzug teil und geriet im April 1945 im Ruhrkessel in amerikanische Kriegsgefangenschaft. Nach seiner Entlassung im Jahre 1946 ließ er sich als freier Schriftsteller in Wolfratshausen nieder. Ab 1948 erschienen erneut Romane mit exotischer Thematik von ihm; ab 1958 bediente Taut dann vor allem das Genre des Kriegsromans. 

## Werke
- Candelaria, Berlin 1935
- Die Mine Santa Isabel, Berlin 1935
- Öl am Catatumbo, Berlin 1935
- Die Ranch im Tal des Sommers, Berlin 1935
- Santa Rita am Fluß, Berlin 1935
- Seemann Paul, Berlin 1935
- Abenteuer im Urwald, Berlin 1936
- Der Prinz von Ibaugé und andere Erzählungen, Berlin 1936
- Das Haus am Urwaldfluß, Leipzig 1937
- Die nordwestliche Union, Leipzig 1937
- Seemann ohne Schiff, Deutsche Buch–Gemeinschaft, Berlin 1937. DNB-Link
- Das Sklavencamp, Leipzig 1937
- Smaragde am Rio Cocui, Leipzig 1937
- Tausend Tage Tramp, Berlin 1937
- Die Maultiertreiber, Berlin 1938
- Flieger über Urwald und Savanne, Berlin 1939
- Macú, Berlin 1942
- Verschollenes Gold, Berlin 1943
- Pedro, Stuttgart 1948
- Hacienda am Strom, München 1949
- Glut des Südens, München 1950
- Conchita und der Ingenieur, München 1951
- Jenseits der grünen Hölle, München 1951
- Der Sohn des Roten Jaguars, Augsburg 1951
- Flammen über Südamerika, Schloß Bleckede a. d. Elbe 1952
- Schiffbruch der Libertad, München 1952
- Kautschuk am Caquetá, Bremen 1953
- Kolumbianische Romanze, Goslar 1953
- Auf dem Maultierpfad, Stuttgart 1954
- Ein Ring für Carillo, München 1956
- Manuel und Modestita, München 1957
- Kronprinzessin Cecilie, Bad Wörishofen 1958
- Marschziel: Kaukasus, München 1958
- Der Oberst ohne Ritterkreuz, München 1958
- Sie kam vom Don, Bad Wörishofen 1958
- Befehl von oben, Rosenheim 1959
- Roter Stern am Schwarzen Meer, Rosenheim 1959
- Brigade der Verdammten, Bayreuth 1960
- Mit ihnen ritt der Tod, Bayreuth 1960
- Standgericht, Rosenheim 1961 (zusammen mit Georg Seberg)
- Der Zeuge, Bayreuth 1961
- Die schweigenden Kameraden, Rosenheim 1962
- Verwehte Spuren, Rosenheim 1962
- Abendmeldung, Rosenheim 1965
- Die Festung zwischen den Fronten, Rastatt/Baden 1966
- Jarú, Rosenheim 1968
- Ohne Panzer, ohne Straßen, Rosenheim 1968
- Krasnodar, Rastatt 1969
- Mana Tara, Rosenheim 1969
- Verliebt in meine Frau, München 1970
- Pedro auf der Flucht, Hannover 1972
- "Wettersturz", Bergroman, Gröbenzell, 1974?
- Wo ist Moreno, General?, München 1979
- Anschlag auf das Öl der Welt, München 1980